# Liste der 999 Frauen des Heritage Floor/Elizabeth Blackwell
Diese Liste beschreibt das Gedeck für Elizabeth Blackwell auf dem Tisch der Kunstinstallation The Dinner Party von Judy Chicago. Sie ist Teil der Liste der 999 Frauen des Heritage Floor, die den jeweiligen Gedecken auf dem Tisch zugeordnet sind. Die Namen der 999 Frauen befinden sich auf den Kacheln des Heritage Floor, der, unterhalb des Tisches angeordnet, zur Kunstinstallation gehört.

## Beschreibung
Die Installation besteht aus einem dreiseitigen Tisch, an dem jeweils 13 historische oder mythologische Persönlichkeiten, somit insgesamt 39 Personen, von der Urgeschichte bis zur Frauenrechtsbewegung Platz finden. Diesen Personen wurde am Tisch jeweils ein Gedeck bestehend aus einem individuell gestalteten Tischläufer, einem individuell gestalteten Teller sowie einem Kelch, Messer, Gabel, Löffel und einer Serviette zugeordnet. Die erste Seite des Tisches widmet sich der Urgeschichte bis zur Römischen Kaiserzeit, die zweite der Christianisierung bis zur Reformation und die dritte von der Amerikanischen Revolution bis zur Frauenbewegung. Jedem Gedeck auf dem Tisch sind weitere Persönlichkeiten zugeordnet, die auf den Fliesen des Heritage Floor, der den Raum unter dem Tisch und die Mitte des Raumes zwischen den Seite des Tisches einnimmt, einen Eintrag erhalten haben. Diese Liste erfasst die Persönlichkeiten, die dem Gedeck von Elizabeth Blackwell zugeordnet sind. Ihr Platz befindet sich an der dritten Tischseite.

### Hinweise
Zusätzlich zu den Namen wie sie in der deutschen Transkription oder im wissenschaftlichen Sprachgebrauch benutzt werden, wird in der Liste die Schreibweise aufgeführt, die von Judy Chicago auf den Kacheln gewählt wurde.
Die Angaben zu den Frauen, die noch keinen Artikel in der deutschsprachigen Wikipedia haben, sind durch die unter Bemerkungen angeführten Einzelnachweise referenziert. Sollten einzelne Angaben in der Tabelle nicht über die Hauptartikel referenziert sein, so sind an der entsprechenden Stelle zusätzliche Einzelnachweise angegeben. Bei Abweichungen zwischen belegten Angaben in Wikipedia-Artikeln und den Beschreibungen des Kunstwerks auf der Seite des Brooklyn Museums wird darauf zusätzlich unter Bemerkungen hingewiesen.

### Gedeck für Elizabeth Blackwell

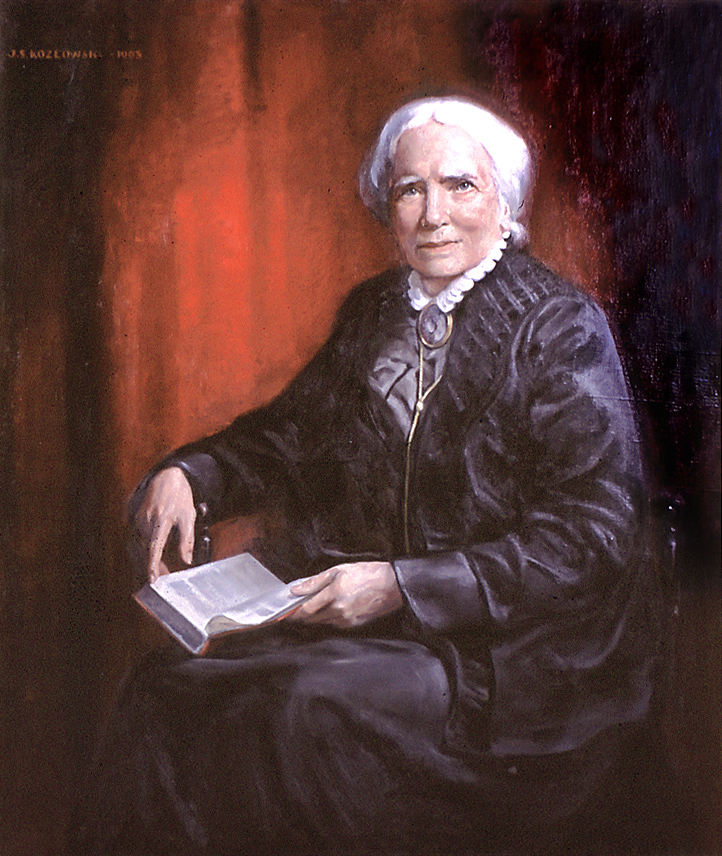
Elizabeth Blackwell von Joseph Stanley Kozlowski, 1905

Elizabeth Blackwell wurde am 3. Februar 1821 in Counterslip bei Bristol geboren. Die Familie übersiedelte 1832 in die Vereinigten Staaten. Dort starb 1838 der Vater Samuel Blackwell. Gemeinsam mit ihren drei Töchtern führte Elizabeths Mutter Hannah Lane Blackwell eine Privatschule, um die Familie zu versorgen. Es war der Wunsch von Elizabeth Blackwell, Medizin zu studieren. Da sie jedoch eine Frau war, wurde ihre Bewerbung von zwölf Colleges abgelehnt. Dennoch fand sie Mitte der 1840er Jahre einen Studienplatz am Geneva College in New York. Ihr Studium schloss sie im Jahr 1849 als erste US-amerikanische Ärztin und als Beste ihres Jahrgangs ab.
Die nächste Hürde für Blackwell war, als Ärztin praktizieren zu können. Sie fand niemanden, der ihr Praxisräume vermieten wollte, Patienten waren skeptisch, ob sie als Frau eine gute Ärztin sein könnte und Krankenhäuser wollten sie nicht anstellen. Sie reiste nach Paris, doch dort wurde nicht einmal ihr Diplom anerkannt. Sie konnte sich jedoch zwischen 1849 und 1851 in Paris und in London auf dem Gebiet der Geburtshilfe weiterbilden. Schließlich eröffnete sie in New York eine eigene Praxis, in einem Haus, welches sie kaufte, da ihr noch immer niemand Räume vermieten wollte. Ihre Sammlung von Texten zur Hygiene unter dem Titel The Laws of Life, with Special Reference to the Physical Education of Girls erschien 1854.
Nachdem sie dank zufriedener Patienten und positiver Presse nach einigen Jahren auch finanziellen Erfolg verzeichnete, gründete sie zusammen ihrer Schwester Emily sowie Marie Zakrzewska im Jahr 1857 ein „Universitätsspital“. Hier wollten die drei Ärztinnen jungen Frauen die Möglichkeit geben, sich zur Ärztin ausbilden zu lassen, ohne sich den Schikanen und Unbilden des Studiums an einer „Männeruniversität“ unterziehen zu müssen. Sie nannten es das Women's Medical College of the New York Infirmary. Blackwell bestand auf sehr strengen Examen für die Zulassung und Abschlussprüfungen, zudem mussten die angehenden Ärztinnen eine einwandfreie Moral vorweisen. Damit wollte sie verhindern, dass den von ihr ausgebildeten Ärztinnen die Anerkennung verweigert würde.
Elizabeth Blackwell verließ 1869 die Vereinigten Staaten und ihr Spital, um ins Vereinigte Königreich zurückzukehren. Dort gründete sie 1871 die National Health Society, den Vorläufer des heutigen britischen National Health Service. Gemeinsam mit Florence Nightingale bildete sie an der London School of Medicine for Women Krankenschwestern und Ärztinnen aus. Blackwell zog sich ab 1875 zunehmend aus der ärztlichen Praxis zurück, schrieb Bücher und starb Ende Mai 1910 in Schottland.
Das Gedeck für Elizabeth Blackwell auf dem Tisch der Dinner Party steht für ihre Erfolge, aber auch für ihre Schwierigkeiten auf dem Gebiet der Medizin. Der Teller ist mit verdrehten bunten Formen verziert, die sich im Zentrum zu einem „schwarzen Brunnen“ verwirbeln, dies ist ein Wortspiel auf ihren Nachnamen. Die neuen Möglichkeiten für Frauen, die aus Blackwells Anstrengungen erwuchsen, sollen sich in der Form der sich windenden Farbbänder vom Teller abheben und aus ihrem Zentrum herauswachsen. Der Tischläufer greift die Struktur und die leuchtenden Farben des Tellers auf. Auch auf ihm starten die bunten Formen aus der schwarzen Mitte zum Rand und stellen eine abstrakte Schmetterlingsform dar. Ein dünnes, graues Chiffon-Tuch verhüllt die leuchtenden Farben des Tischläufers und steht für die Schwierigkeiten, die Blackwell und andere Frauen hatten und bis heute haben, die Karrieren in von Männern dominierten Bereichen anstrebten. Auf der Vorderseite wird der Initiale-Buchstabe „E“ durch ein Stethoskop verziert, welches als medizinisches Symbol auf Elizabeth Blackwell als erste Ärztin in den USA verweist.
| Name                             | Schreibweise auf der Kachel | Geburtsdatum   | kulturräumliche Zuordnung      | Bemerkungen | Bild |
| -------------------------------- | --------------------------- | -------------- | ------------------------------ | --- | ---- |
| Alice Milliat                    | Madame A. Milliat           | 1884           | Frankreich                     | Schwimmerin, Hockeyspielerin und Ruderin sowie Sportfunktionärin und Kämpferin für Frauenrechte. |      |
| Althea Gibson                    | Althea Gibson               | 1927           | Vereinigte Staaten             | Tennisspielerin und erste afro-amerikanische Profigolferin der Ladies Professional Golf Association Tour. |      |
| Amelia Chopitea Villa            | Amelia Villa                | 1900           | Bolivien                       | Boliviens erste Ärztin. |      |
| Amelia Earhart                   | Amelia Earhart              | 1897           | Vereinigte Staaten             | Flugpionierin und Frauenrechtlerin. |      |
| Anna Schabanowa                  | Anna Schabanoff             | 1848           | Russisches Kaiserreich         | Pionierin als Kinderärztin und Frauenrechtlerin in Russland. |      |
| Belva Ann Lockwood               | Belva Lockwood              | 1830           | Vereinigte Staaten             | Anwältin, Frauenrechtlerin und die erste Frau, die als Anwältin einen Fall vor dem Obersten Gerichtshof der USA verhandelte sowie 1884 offiziell mit einer eigenen Kampagne als Präsidentschaftskandidatin antrat.                                                                                      |      |
| Betzy Kjelsberg                  | Betsy Kjelsberg             | 1866           | Norwegen                       | Politikerin der Venstre (Partei) und ihr erstes weibliches Vorstandsmitglied, Norwegens erste Fabrikinspektorin von 1910–1936 und Mitglied der feministischen Bewegung. |      |
| Charlotte Guest                  | Charlotte Guest             | 1812           | Vereinigtes Königreich         | Englische Aristokratin, die als erste Verlegerin im modernen Druckformat von The Mabinogion bekannt ist, welches die früheste Prosa-Literatur von Großbritannien ist. |      |
| Clara Barton                     | Clara Barton                | 1821           | Vereinigte Staaten             | Krankenschwester, Lehrerin und Philanthropin. Sie gründete das Amerikanische Rote Kreuz und hatte darüber hinaus auch großen Einfluss auf das Selbstverständnis der Internationalen Rotkreuz- und Rothalbmond-Bewegung.                                                                                 |      |
| Clémence Royer                   | Clemence Royer              | 1830           | Frankreich                     | Autorin, Anthropologin, Philosophin und Feministin. Bekannt wurde sie 1862 durch ihre viel diskutierte Übersetzung von Charles Darwins Über die Entstehung der Arten. |      |
| Dorothea Schlözer                | Dorothea von Rodde          | 1770           | Königreich Preußen             | Salonnière. Sie zählt zu der als „Universitätsmamsellen“ bekannten Gruppe Göttinger Gelehrtentöchter des 18. Jahrhunderts. |      |
| Edith Cavell                     | Edith Cavell                | 1865           | Vereinigtes Königreich         | Eine in Belgien tätige englische Krankenschwester, die während der deutschen Besatzung Belgiens im Ersten Weltkrieg wegen Fluchthilfe für alliierte Soldaten nach einem Kriegsgerichtsurteil durch Erschießen hingerichtet wurde.                                                                       |      |
| Elin Kallio                      | Elin Kallio                 | 1859           | Finnland                       | Gefeierte bahnbrechende finnische Turnerin, gilt als Begründerin der Frauengymnastik in Finnland. |      |
| Elizabeth Garrett Anderson       | Elizabeth Anderson          | 1836           | Vereinigtes Königreich         | Erste Ärztin mit Hochschulabschluss im Vereinigten Königreich sowie erstes weibliches Mitglied der British Medical Association (BMA). |      |
| Emily Blackwell                  | Emily Blackwell             | 1826           | Vereinigte Staaten             | Ärztin für Gynäkologie sowie Frauenrechtlerin. |      |
| Emily Faithfull                  | Emily Faithfull             | 1835           | Vereinigtes Königreich         | Frauenrechtsaktivistin und Verlegerin. |      |
| Emmy Noether                     | Emmy Noether                | 1882           | Weimarer Republik              | Mathematikerin, die grundlegende Beiträge zur abstrakten Algebra und zur theoretischen Physik lieferte. Insbesondere hat Noether die Theorie der Ringe, Körper und Algebren revolutioniert. |      |
| Florence Nightingale             | Florence Nightingale        | 1820           | Vereinigtes Königreich         | Krankenschwester, Begründerin der modernen westlichen Krankenpflege und einflussreiche Reformerin des Sanitätswesens und der Gesundheitsfürsorge in Großbritannien und Britisch-Indien. |      |
| Irène Joliot-Curie               | Irène Joliot-Curie          | 1897           | Frankreich                     | Physikerin und Chemikerin. Sie erhielt mit ihrem Ehemann Frédéric Joliot-Curie 1935 den Chemienobelpreis für die Entdeckung der künstlichen Radioaktivität. |      |
| James Barry                      | Miranda Stuart              | 1795           | Vereinigtes Königreich         | Arzt in der englischen Armee. Es wird weitgehend vermutet, dass Barry eine Frau war, die sich für ein Leben als Mann entschied, um an der Universität aufgenommen zu werden und ihre gewählte Karriere als Arzt und Chirurg verfolgen zu können.                                                        |      |
| Jane Ellen Harrison              | Jane Harrison               | 1850           | Vereinigtes Königreich         | Altertumswissenschaftlerin, insbesondere Gräzistin, Religionsgeschichtlerin, Linguistin und darüber hinaus eine einflussreiche moderate Feministin. |      |
| Kate Campbell Hurd-Mead          | Kate Campbell Hurd-Mead     | 1867           | Kanada, Vereinigte Staaten     | Feministin und Geburtshelferin, förderte Frauen in der Medizin. |      |
| Margaret Alice Murray            | Margaret Murray             | 1863           | Vereinigtes Königreich         | Anthropologin und Ägyptologin, Archäologin, erste weibliche Dozentin für Archäologie im Vereinigten Königreich, bekannt für wissenschaftliche Beiträge zu volkskundlichen Studien, die zu einer Theorie über eine paneuropäische, vorchristliche, paganistische Religion um den gehörnten Gott führten. |      |
| Maria Emilie Snethlage           | Emilie Snethlage            | 1868           | Provinz Brandenburg, Brasilien | Naturforscherin und Ornithologin, die an der Vogelfauna des Amazonas gearbeitet hat. |      |
| Marianne Beth                    | Marianne Beth               | 1890           | Österreich, Vereinigte Staaten | Rechtswissenschaftlerin, Soziologin und Frauenrechtlerin, studierte Orientalistik an der Universität Wien zum Dr. phil., promovierte 1921 als erste Österreicherin zum Dr. jur., ab 1928 als Rechtsanwältin tätig, 1931 schrieb sie das Handbuch Das Recht der Frau.                                    |      |
| Marie Anne Boivin                | Marie Bovin                 | 1773           | Frankreich                     | Hebamme, 1814 stellvertretende Direktorin des Allgemeinen Krankenhauses (Hôpital général) des Départements Seine-et-Oise, leitete 1815 ein Feldlazarett, in Bordeaux das Mütterhospiz und das Königliche Krankenhaus (Maison Royale de Santé), Verfasserin medizinischer Schriften.                     |      |
| Marie Curie                      | Marie Curie                 | 1867           | Königreich Polen, Frankreich   | Physikerin und Chemikerin, untersuchte die Strahlung von Uranverbindungen, erhielt 1903 einen anteiligen Nobelpreis für Physik und 1911 den Nobelpreis für Chemie, entdeckte gemeinsam mit ihrem Ehemann Pierre Curie die chemischen Elemente Polonium und Radium.                                      |      |
| Marie Dugès                      | Marie Duges                 | 1730           | Frankreich                     | Hebamme im Chatelet Hospital, ab 1775 zur Hebamme des Hôtel-Dieu de Paris befördert. |      |
| Marie Josefina Mathilde Durocher | Marie Durocher              | 1809           | Brasilien                      | Hebamme und die erste Ärztin in Lateinamerika. |      |
| Marie Heim-Vögtlin               | Marie Heim-Vögtlin          | 1845           | Schweiz                        | Erste Schweizer Ärztin, erste Schweizerin, die an der Universität Zürich das Studium der Medizin absolvierte, Mitbegründerin des ersten Schweizer Frauenspitals. |      |
| Marie-Louise Lachapelle          | Marie la Chapelle           | 1769           | Frankreich                     | Hebamme, Leiterin der Geburtshilfe im Hôtel-Dieu de Paris, dem ältesten Krankenhaus in Paris, veröffentlichte Lehrbücher über Gynäkologie und Geburtshilfe. |      |
| Marie Popelin                    | Marie Popelin               | 1846           | Belgien                        | Feministin, Juristin und politische Aktivistin. |      |
| Mary Edwards Walker              | Mary Walker                 | 1832           | Vereinigte Staaten             | Feministin, Ärztin, erste Chirurgin der US Army, Teil der Suffragettenbewegung, bisher einzige Frau, die mit der Medal of Honor ausgezeichnet wurde. |      |
| Mary Heath                       | Sophia Heath                | 1896           | Irland                         | Fliegerin und Befürworterin von Frauenveranstaltungen bei den Olympischen Spielen. Sie war Mitte der 1920er Jahre eine der bekanntesten Frauen der Welt. |      |
| Mildred Didrikson Zaharias       | Babe Didrikson              | 1911           | Vereinigte Staaten             | Leichtathletin und Golferin, die bei den Olympischen Spielen von 1932 zwei Goldmedaillen gewann. |      |
| Natalia Zylberlast-Zand          | Nathalie Zand               | 1883 oder 1884 | Königreich Polen               | Neurologin. Sie forschte und schrieb regelmäßig in französischen medizinischen Zeitschriften. Sie arbeitete eng mit Edward Flatau zusammen, der als Begründer der modernen Neurologie gilt. |      |
| Rebecca Lee Crumpler             | Rebecca Lee                 | 1831           | Vereinigte Staaten             | Erste afroamerikanische Frau, die in den USA promovierte und Ärztin wurde. |      |
| Salomée Halpir                   | Salomée Halpir              | 1718           | Großfürstentum Litauen         | Eine erfolgreiche Ärztin, die sich auf Augenmedizin spezialisierte und erste Ärztin aus dem Großherzogtum Litauen. Ihre Memoiren aus dem Jahr 1760 sind ein einzigartiges Beispiel für eine Reiseerinnerung und Frauenliteratur.                                                                        |      |
| Sofja Wassiljewna Kowalewskaja   | Sofia Kovalevskaya          | 1850           | Russisches Kaiserreich         | Mathematikerin, die 1884 an der Universität Stockholm die weltweit erste Professorin für Mathematik wurde, die selbst Vorlesungen hielt. |      |
| Sonja Henie                      | Sonja Henie                 | 1912           | Norwegen                       | Drei Olympiasiege, zehn Weltmeisterschaftstitel und sechs Europameisterschaftstitel machten sie zur mit Abstand erfolgreichsten Einzelläuferin in der Geschichte des Eiskunstlaufes. |      |
| Sophie Blanchard                 | Sophie Blanchard            | 1778           | Frankreich                     | Erste professionelle Ballonfahrerin. Sie war die erste Frau, die bei einem Flugunfall ums Leben kam. |      |
| Susan La Flesche Picotte         | Susan la Flesche Piccotte   | 1865           | Vereinigte Staaten             | Die erste amerikanisch-indianische Frau, die in den Vereinigten Staaten Ärztin wurde. |      |

Einzelnachweise
1. ↑  Brooklyn Museum: Elizabeth Blackwell. In: brooklynmuseum.org. Abgerufen am 1. November 2019.